# 1031년

## 연호
- 북송(北宋) 천성(天聖) 9년
- 요(遼) 태평(太平) 11년 / 경복(景福) 원년
- 일본(日本) 조겐(長元) 4년
- 리 왕조(李朝) 티엔타인(天成) 4년

## 기년
- 북송(北宋) 인종(仁宗) 9년
- 요(遼) 성종(聖宗) 50년 / 흥종(興宗) 원년
- 고려(高麗) 현종(顯宗) 22년
- 리 왕조(李朝) 태종(太宗) 4년

## 사건
- 국력을 신장하고 나라를 안정시킨 현종이 40세의 나이로 세상을 떠남.
- 현종의 장남 흠이 16세의 나이로 왕위에 오름. 고려 9대 국왕 덕종.

## 사망
- 6월 17일(음력 5월 25일) - 고려 8대 국왕 현종.
- 고려(高麗)의 무신(武臣)  강감찬(姜邯贊 姜邯瓚)